# فرملة
فِرِملة هو أحد أنواع التمور التونسية، وهو تمر جاف بحيث كان يتاجر به، وكان يعتبر من التمور الجيدة قبل أنتشار الدقلة والفطيمي. وينضج في أواخر شهر أوت وبداية شهر سبتمبر.